# Jan Budziło

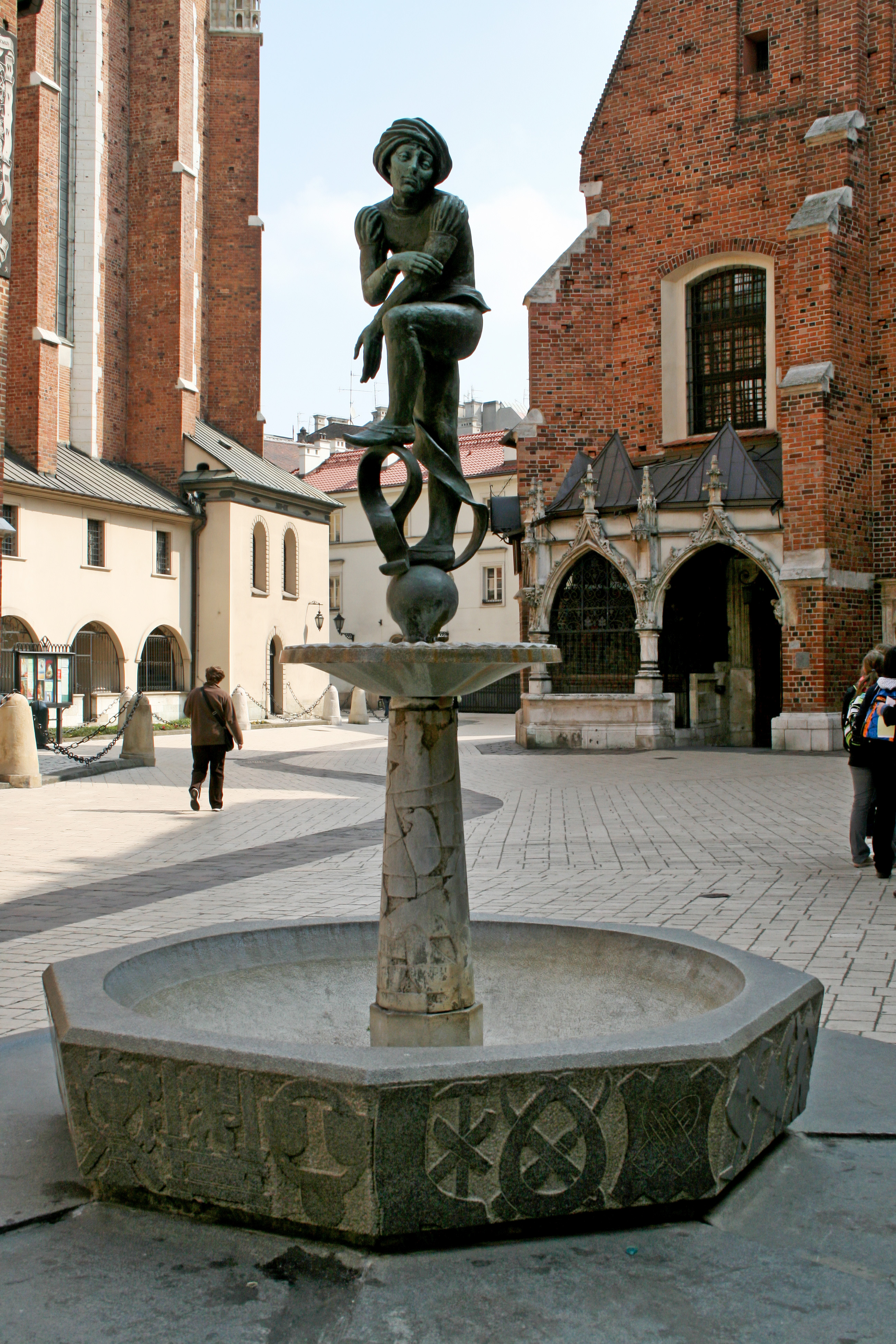
Fontanna na placu Mariackim w Krakowie

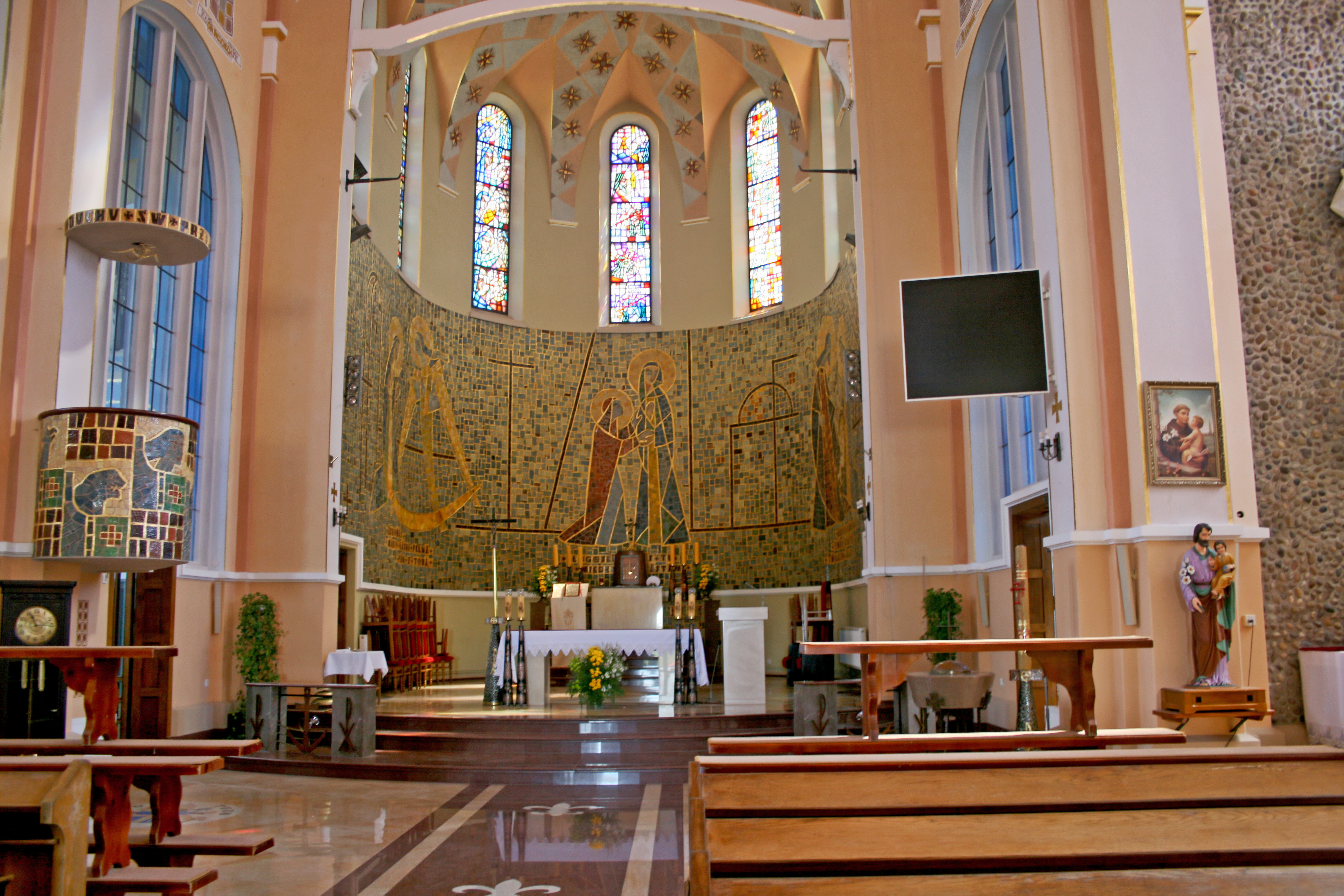
Wnętrze kościoła pw. Nawiedzenia NMP w Medyni Głogowskiej

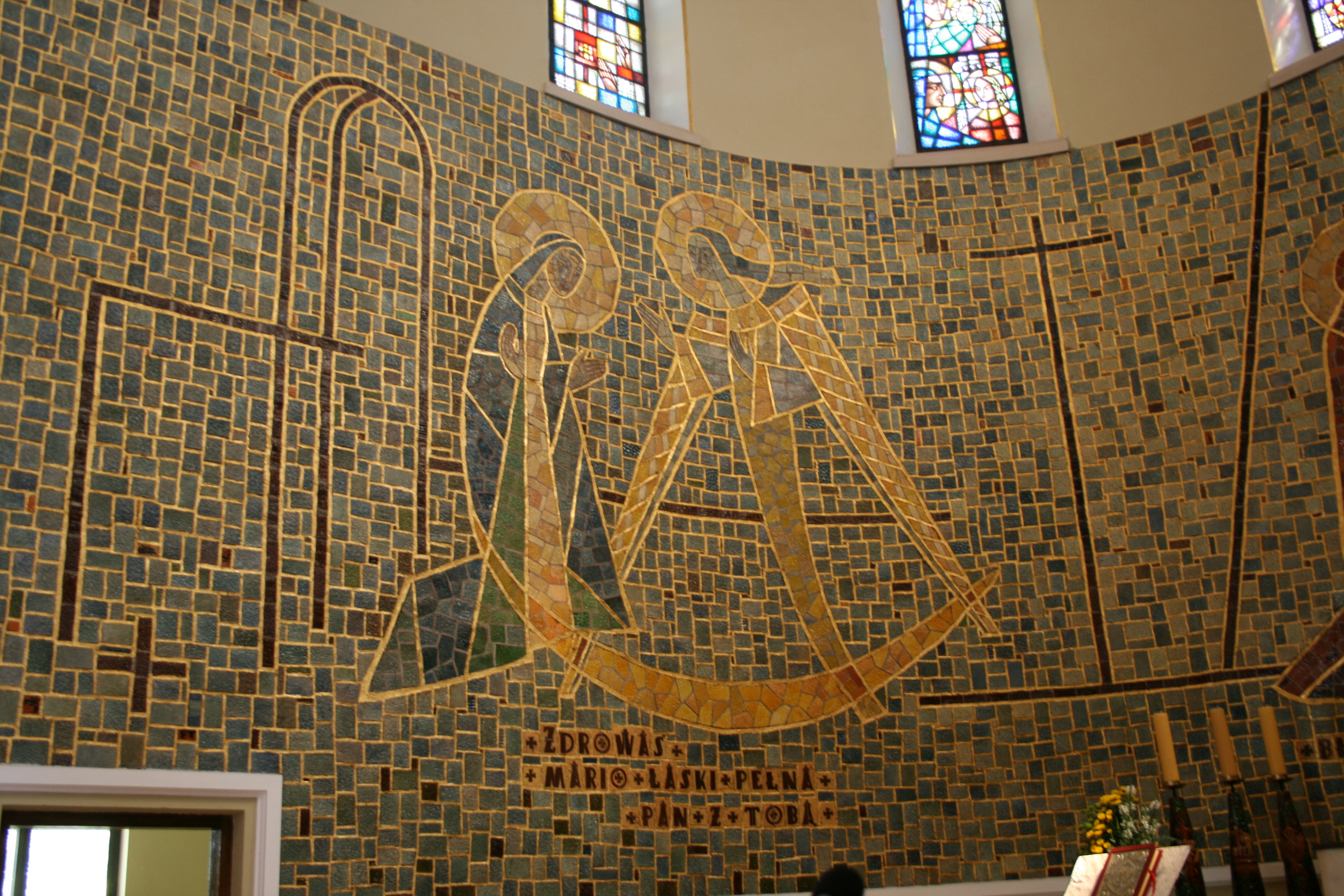
Mozaika w kościele pw. Nawiedzenia NMP w Medyni Głogowskiej

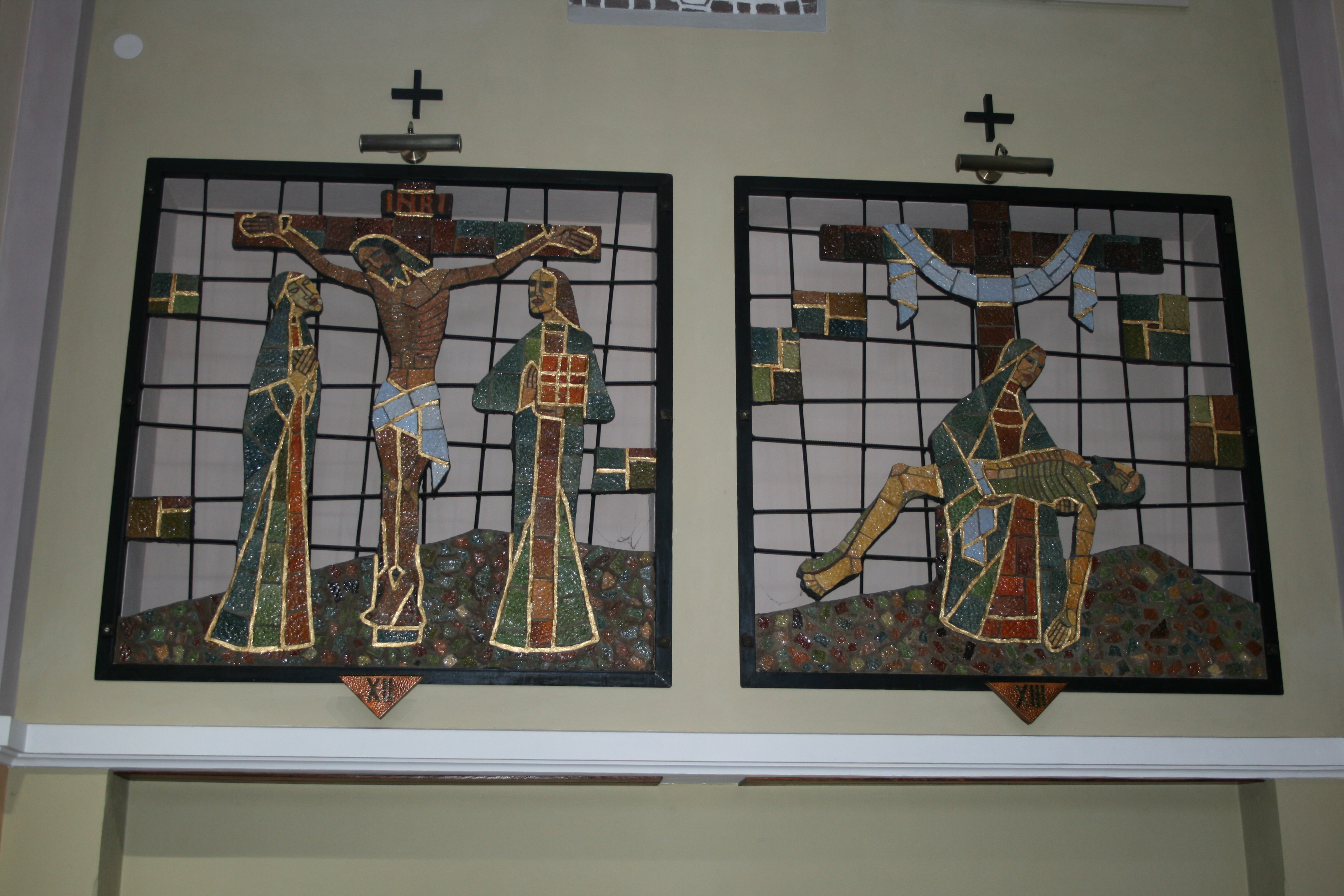
Droga Krzyżowa w kościele pw. Nawiedzenia NMP w Medyni Głogowskiej

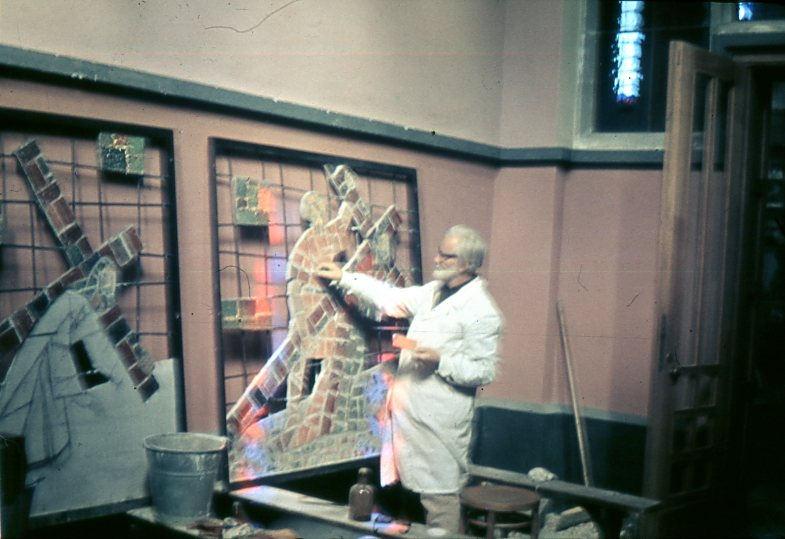
Prof. Jan Budziło przy realizacji mozaiki w kościele pw. Nawiedzenia NMP w Medyni Głogowskiej

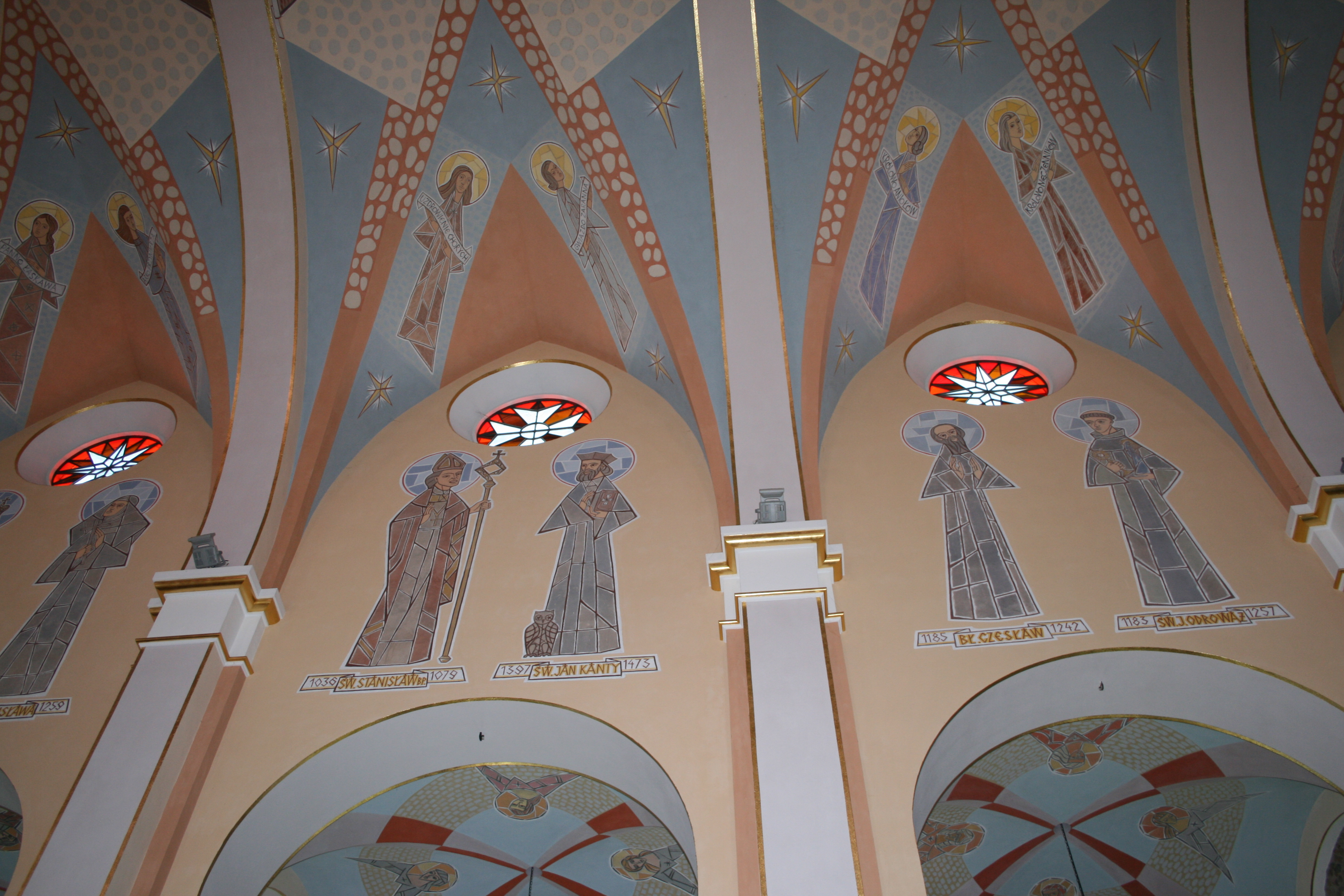
Polichromia w kościele pw. Nawiedzenia NMP w Medyni Głogowskiej

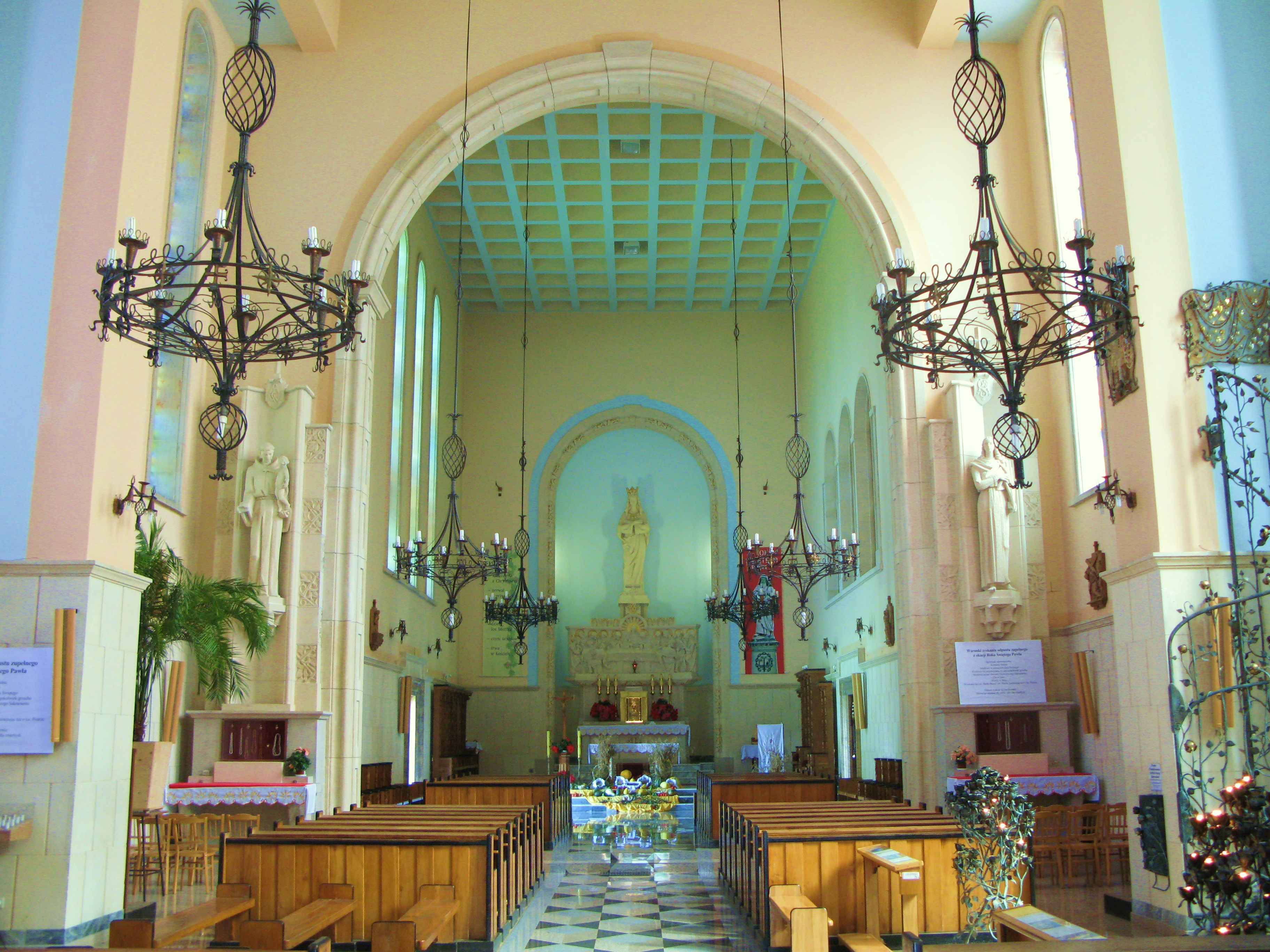
Wnętrze kościoła Matki Bożej Saletyńskiej w Dębowcu

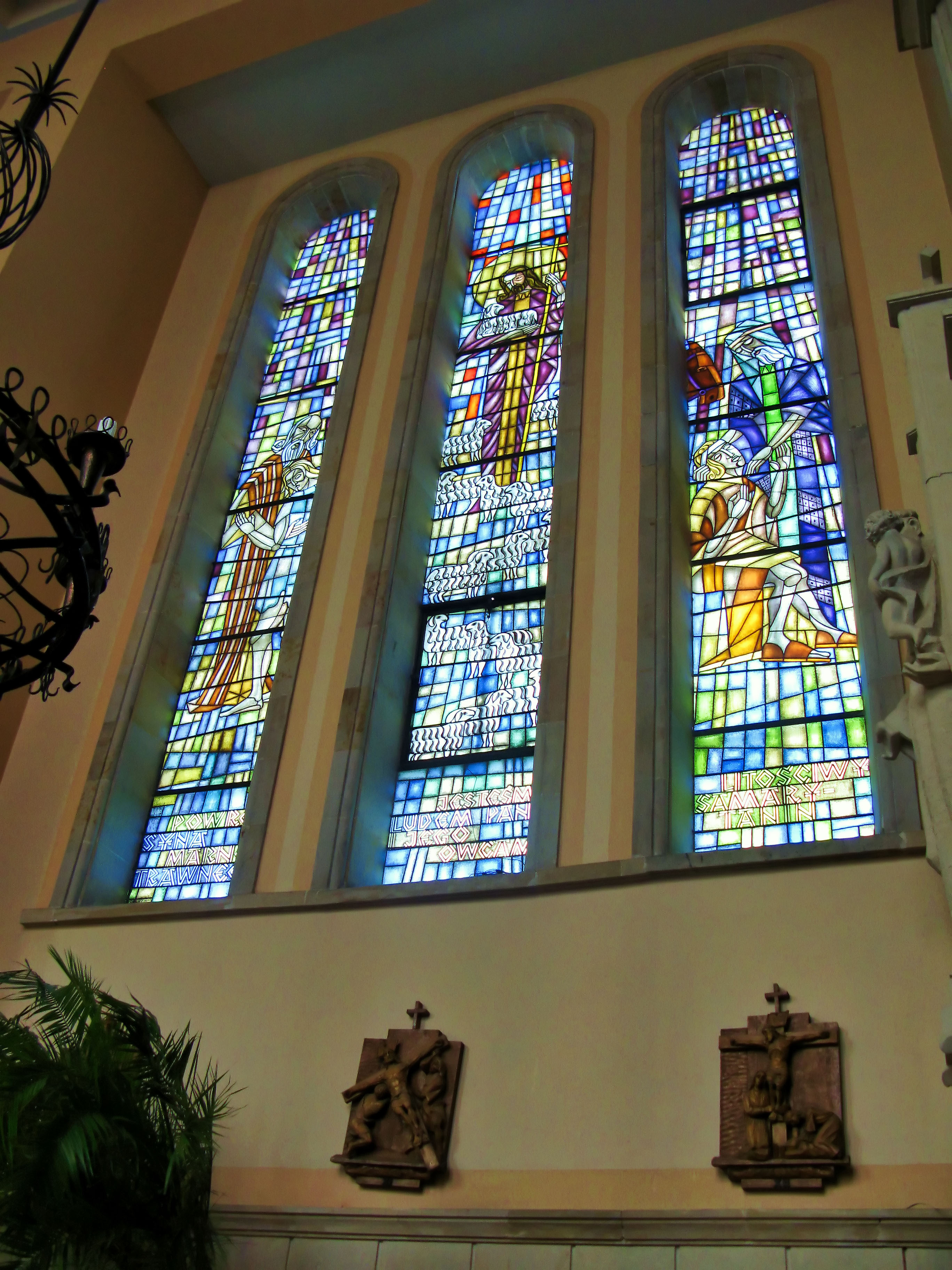
Witraże w kościele pw. Matki Bożej Saletyńskiej w Dębowcu

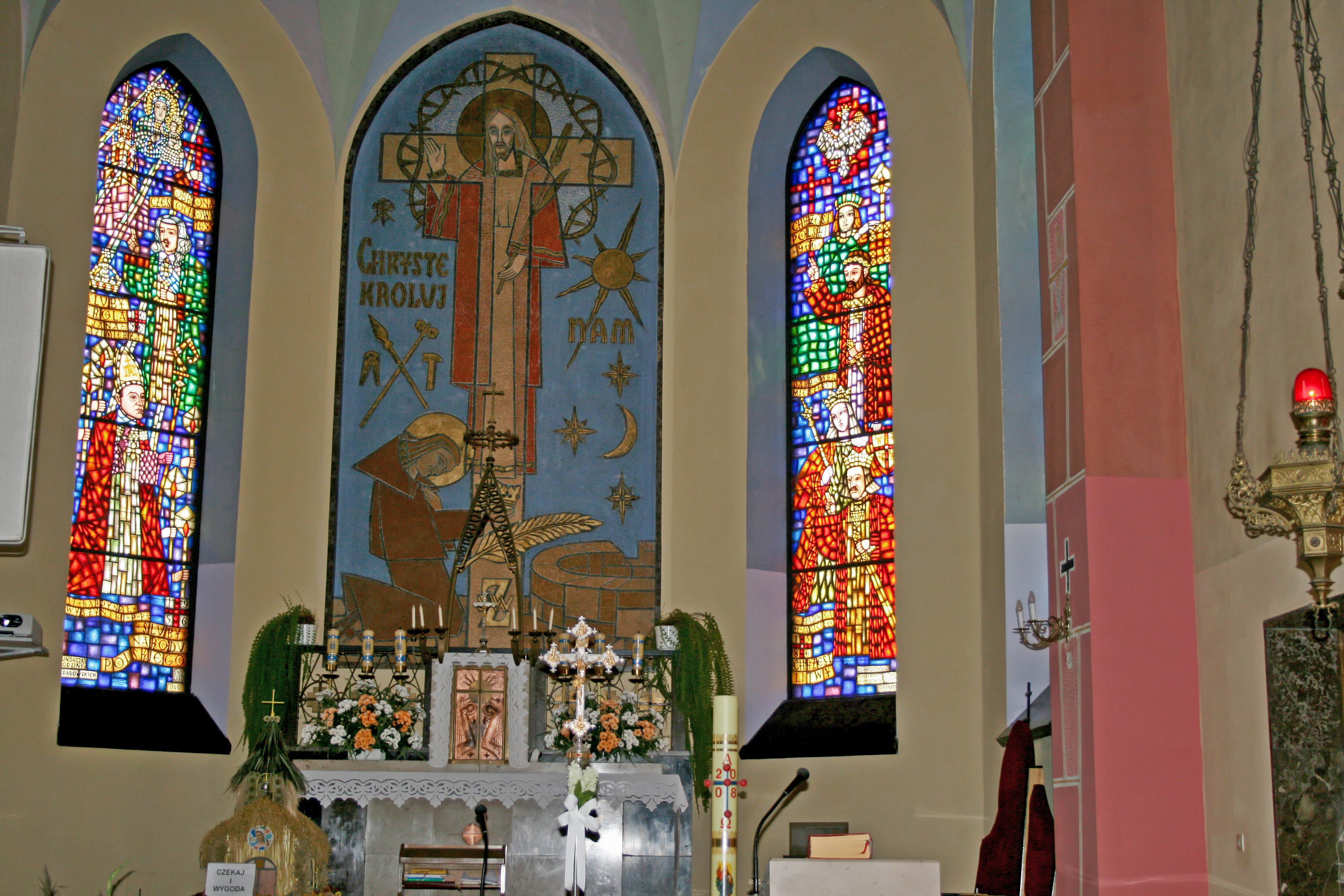
Wnętrze kościoła pw. św. Zygmunta w Pniowie.

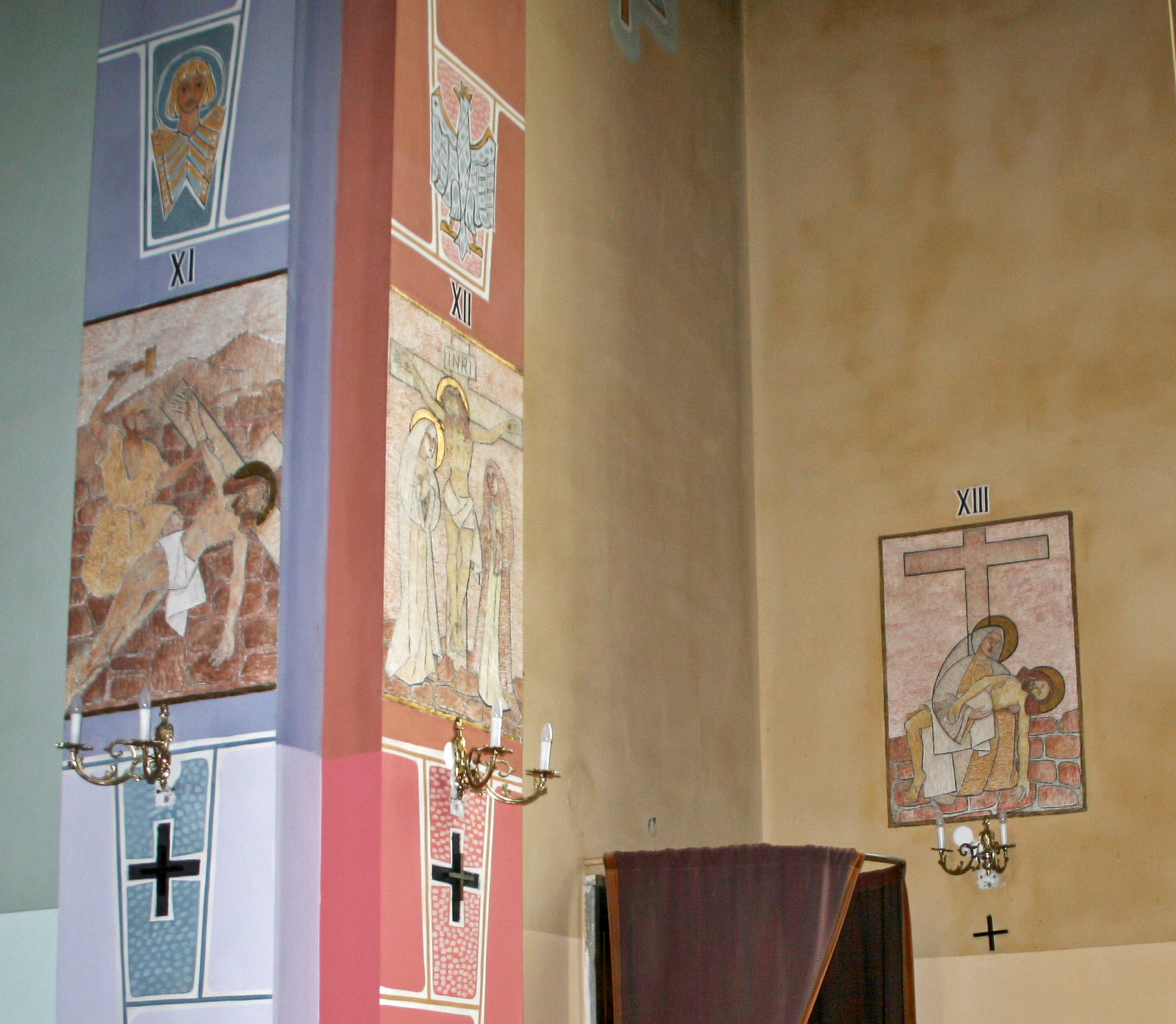
Stacje Drogi Krzyżowej w kościele pw. św. Zygmunta w Pniowie

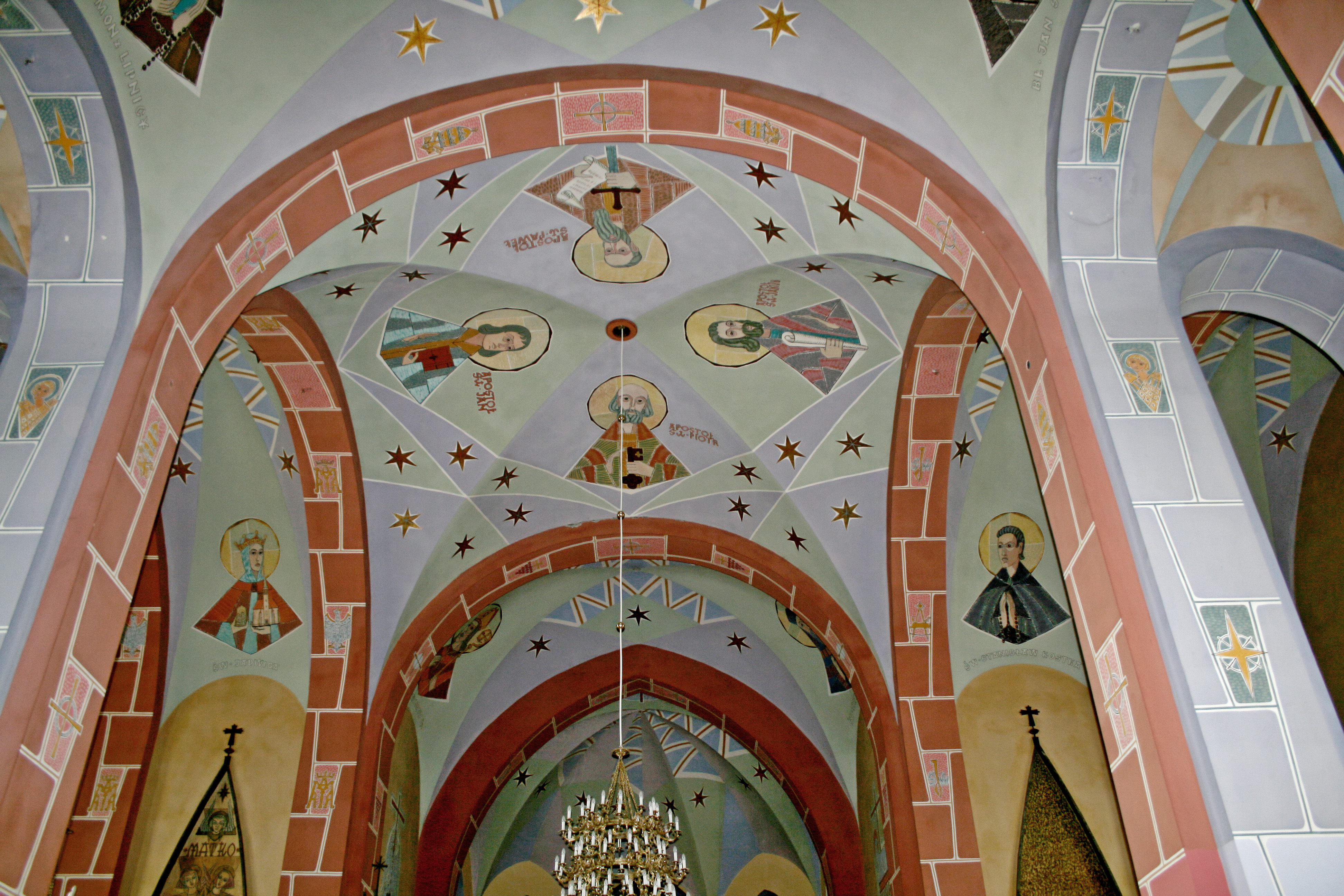
Polichromia w kościele pw. św. Zygmunta w Pniowie

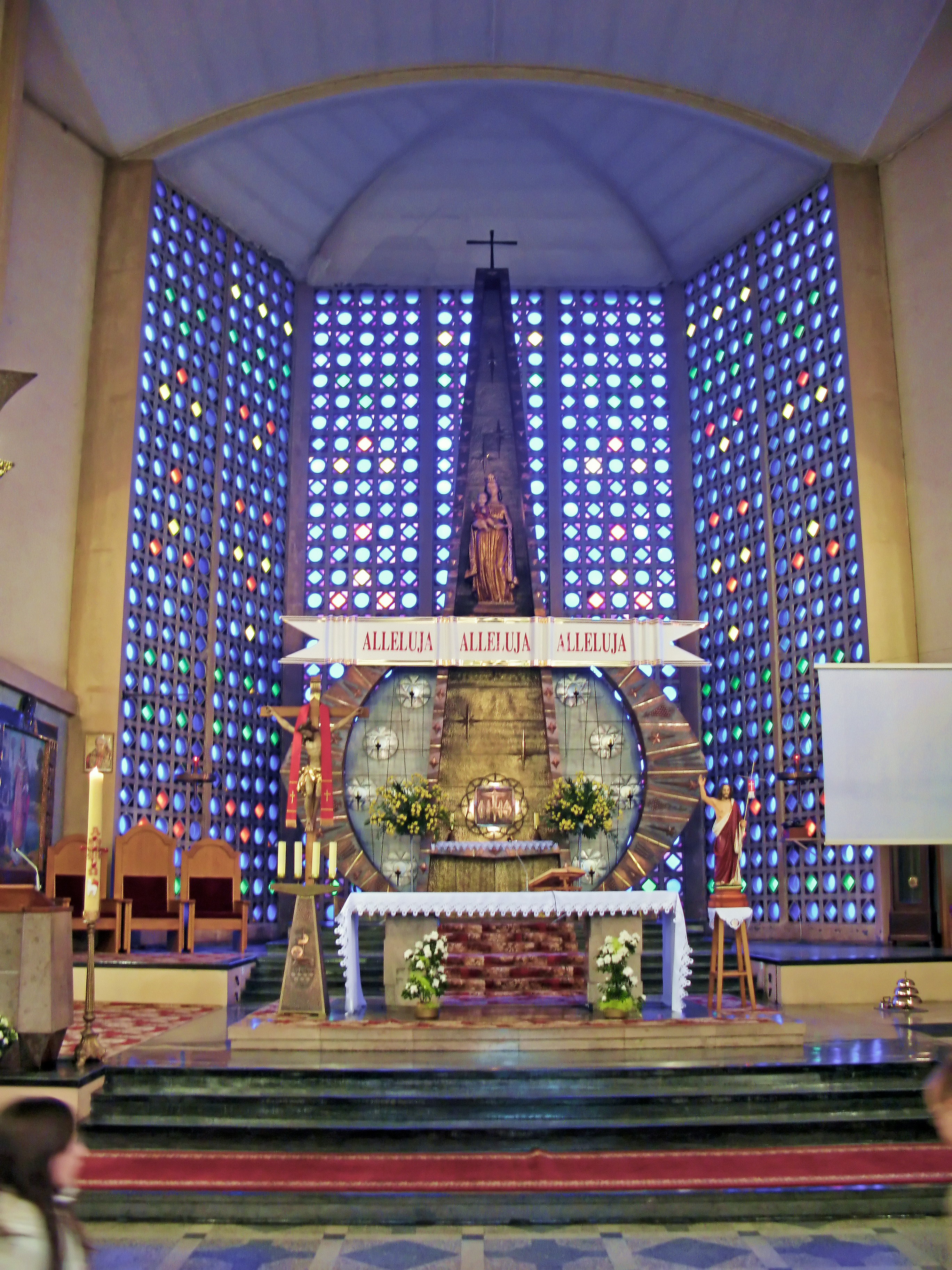
Ołtarz główny w kościele pw. Matki Boskiej Zwycięskiej w Krakowie wg projektu prof. Budziło

Jan Antoni Budziło (ur. 1 lipca 1908 w Antoniowie, zm. 10 października 1983 w Krakowie) – polski architekt wnętrz i artysta plastyk, profesor Akademii Sztuk Pięknych w Krakowie.

## Życiorys
Jan Budziło urodził się w Antoniowie w powiecie tarnobrzeskim, w rodzinie Antoniego Budziło i Marii z domu Hołody. Do szkoły podstawowej i gimnazjum uczęszczał w latach 1915–1922 w Antoniowie i Radomyślu nad Sanem. W latach 1924–1927 był uczniem Salezjańskiej Szkoły Rzemiosł w Oświęcimiu. W 1928 roku zamieszkał w Krakowie, gdzie w latach 1928–1930 studiował malarstwo u Jerzego Fedkowicza w Szkole Malarstwa i Rysunków oraz w latach 1930–1935 projektowanie architektury wnętrz u Wacława Krzyżanowskiego i Ludwika Wojtyczki w Państwowej Szkole Sztuk Zdobniczych i Przemysłu Artystycznego.
W latach 1936–1940 i 1944–1945 kontynuował studia na Akademii Sztuk Pięknych w Krakowie, gdzie uczęszczał do pracowni malarskiej prowadzonej przez profesorów Władysława Jarockiego, Wojciecha Weissa i Karola Frycza. Jednocześnie w latach 1935–1939 pracował w biurze projektowym Wacława Krzyżanowskiego i Zygmunta Gawlika w Krakowie.
Od 1936 roku pracował także w Państwowej Szkole Sztuk Zdobniczych i Przemysłu Artystycznego w Krakowie, początkowo jako asystent na Wydziale Architektury Wnętrz, a po przemianowaniu tej Szkoły na Państwowy Instytut Sztuk Plastycznych został mianowany kontraktowym nauczycielem. Po zamknięciu Instytutu przez okupanta (w 1943 r.), został przez szkolne władze okupacyjne przydzielony do pracy w Państwowej Szkole Budownictwa w Krakowie, gdzie pracował do 1945 roku. Po zakończeniu wojny był jednym z organizatorów nowego systemu wyższego szkolnictwa artystycznego w Polsce.
Od 1945 pracował w reaktywowanym Państwowym Instytucie Sztuk Plastycznych, przemianowanym (w 1946 r.) na Państwową Wyższą Szkołę Sztuk Plastycznych, gdzie w 1948 roku został mianowany profesorem PWSSP i w latach 1949–1950 pełnił funkcję kierownika Wydziału Plastyki Architektonicznej i Przemysłowej. Opracował nową strukturę i programy nauczania na tym wydziale.
Po reorganizacji (w 1950 roku) i połączeniu PWSSP z Akademią Sztuk Pięknych w Krakowie w jedną uczelnię (Akademię Sztuk Plastycznych w 1956 przemianowaną na Akademię Sztuk Pięknych), został mianowany (w 1951 r.) profesorem nadzwyczajnym.
W ASP kierował Katedrą Projektowania Architektury Wnętrz (1958–1978), był prodziekanem (1950–1951), a potem dziekanem Wydziału Architektury Wnętrz (1951–1954 i 1964–1972) oraz prorektorem (1954–1959).
W 1968 roku został członkiem prezydium Komitetu Jubileuszowego 150-lecia ASP w Krakowie oraz przewodniczącym Komisji ds. perspektywicznego rozwoju uczelni. Od 1969 roku działał w Radzie Wyższego Szkolnictwa Artystycznego.
Jan Budziło brał aktywny udział w życiu społeczno-artystycznym, zwłaszcza Krakowa. Przez kilkadziesiąt lat (1946–1971) działał w Komisjach Kultury i Sztuki Rady Narodowej m. Krakowa, był członkiem Rady Narodowej miasta Krakowa (od 1946 przez trzy kadencje), członkiem Wojewódzkiej Komisji Architektoniczno-Budowlanej (w latach 1950–1953), uczestniczył w pracach Komisji Konserwatorskiej dla miasta Krakowa (1956–1958).
W 1955 roku był członkiem Prezydium Obchodu Roku Mickiewiczowskiego oraz pełnił funkcję przewodniczącego Sekcji Odbudowy Pomnika poety na Rynku Krakowskim.
W 1956 roku, jako członek założyciel Obywatelskiego Komitetu Dni Krakowa oraz zastępca przewodniczącego tego Komitetu, współorganizował festiwal kultury „Dni Krakowa”, a w kolejnych latach współtworzył jego profil i charakter. W 1977 został wpisany do Księgi Honorowej Zasłużonych Ludzi Ziemi Krakowskiej.
Przez kilkadziesiąt lat uczestniczył w wielu ogólnopolskich komisjach oceniających projekty artystyczno-budowlane. Był m.in. członkiem Kolegium Rzeczoznawców przy Pracowniach Sztuk Plastycznych (w latach 1953–1956), Komisji Ocen Artystyczno-Naukowych FOTO-PAN (w latach 1954–1971), Rady Programowej przy Zarządzie Głównym Polskiego Towarzystwa Turystyczno-Krajoznawczego.
Od 1956 roku działał także w Związku Polskich Artystów Plastyków, gdzie pełnił m.in. funkcję członka Zarządu i przewodniczącego sekcji Architektury Wnętrz.
Brał udział w wielu wystawach architektury wnętrz organizowanych w Krakowie i w Warszawie (m.in. w latach 1955, 1959, 1962, 1968), a także w III „Milenijnym” Kongresie Kultury Polskiej zorganizowanym w Warszawie w 1966 r.

## Ordery i odznaczenia
- Krzyż Kawalerski Orderu Odrodzenia Polski (1958),
- Złoty Krzyż Zasługi (22 lipca 1952)[2],
- Odznaka „Zasłużony Działacz Kultury” (1971),
- Złota Odznaka m. Krakowa (1966),
- Złota Odznaka PTTK (1966).

## Nagrody
- Nagrodą I stopnia Ministerstwa Kultury i Sztuki (1968)

## Twórczość
Profesor Budziło projektował wnętrza, witraże, malarstwo ścienne, mozaiki, metaloplastykę. Był twórcą ponad 120 zrealizowanych projektów architektury wnętrz, zwłaszcza sakralnych (ołtarze, witraże, polichromie, mozaiki, stacje Drogi Krzyżowej, żyrandole, kinkiety, konfesjonały, ławki, chrzcielnice, ambony i in.). Przy realizacji swych projektów współpracował z artystami-rzeźbiarzami oraz mistrzami rzemiosła artystycznego. Wiele projektów zrealizował osobiście (m.in. mozaikę ceramiczną – ok. 150 m² i polichromię w kościele pw. Nawiedzenia NMP w Medyni Głogowskiej, polichromię w kościele św. Zygmunta w Pniowie).

### Wybrane zrealizowane projekty
- projekt fontanny-studzienki na Placu Mariackim w Krakowie, kopia figury żaczka z ołtarza Mariackiego (1958 r.)[3],
- projekt kościoła pw. Matki Bożej Królowej Polski w Łętowem, koło Mszany Dolnej (1959 r.)[4].

### Wnętrza instytucji publicznych
- projekt wnętrza Biblioteki Jagiellońskiej w Krakowie: czytelnia, gabinety, księgozbiór (1936–1939 r.),
- projekt wnętrza Auli Akademii Górniczo-Hutniczej w Krakowie (1936–1939 r.),
- projekt zespołu wnętrz zamku Tarnowskich w Dzikowie (1936–1939 r.),
- projekt wnętrz Centrali Handlowej Przemysłu Elektrotechnicznego w Krakowie (1945 r.),
- projekt zespołu wnętrz Instytutu Odlewnictwa w Krakowie (1945 r.),
- projekt wnętrza Pawilonu CPLiA na wystawie Ziem Odzyskanych we Wrocławiu (1948 r.),
- projekt częściowej przebudowy Dworca Głównego PKP w Krakowie (1953 r.),
- projekt wnętrza Domu Kultury w Kozienicach (1955 r.),
- projekt wnętrz Salonu Muzyki Mechanicznej na ul. Floriańskiej w Krakowie (1956 r.),
- projekt wnętrza kina „Moskwa” w Kielcach (1958 r.),
- projekt wnętrza oddziału Muzeum Historycznego w Krakowie (1961 r.).

### Wnętrza sakralne
- projekt dwóch ołtarzy, stropu kasetonowego i chóru w kościele pw. Nawiedzenia św. Elżbiety w Woli Rzeczyckiej (1927 r.),
- projekt ołtarza głównego w kościele Najświętszego Serca Pana Jezusa w Krakowie-Płaszowie (ul. Saska) (1945–1948 r.)[5],
- projekt ołtarza głównego w kościele pw. Wniebowzięcia NMP w Wojkowicach-Żychcicach (1948 r.),
- projekt ołtarza głównego w kościele pw. św. Piotra i św. Pawła w Zawierciu (1951 r.),
- projekt wnętrza kaplicy NMP Królowej Polski w Bielsku-Białej (1953 r.),
- projekt wnętrza kaplicy XX Saletynów w Zakopanem (1960 r.),
- projekt witraży i ołtarza w kościele pw. św. Marcina w Błażowej koło Rzeszowa (1968 r.),
- kompleksowy projekt wnętrza kościoła pw. Nawiedzenia NMP w Medynii Głogowskiej koło Łańcuta (1965–1969 r.)[6] a także:
  - projekt i realizacja mozaiki ceramicznej (na ścianie prezbiterium, na chórze, ambonie, na stacjach Drogi Krzyżowej),
  - projekt i realizacja polichromii (na sklepieniu i ścianach w nawach bocznych),
  - projekt 7 witraży,
  - projekty ołtarzy w prezbiterium i w nawach bocznych,
  - projekt chrzcielnicy,
- kompleksowy projekt wnętrza kościoła pw. św. Zygmunta w Pniowie koło Sandomierza (1965–1969 r.)[7] a także:
  - projekt i realizacja polichromii (wraz z artystą plastykiem prof. Romanem Skowronem),
  - projekt i realizacja 14 Stacji Drogi Krzyżowej (w technice sgraffito),
  - projekt 4 witraży,
  - projekty ołtarzy w prezbiterium i nawach bocznych,
  - projekt żyrandoli,
  - projekt ławek i konfesjonałów,
- projekt wnętrza kościoła św. Norberta w Krakowie (1965–1969 r.),
- projekt wnętrza kaplicy ss. Służebniczek w Krakowie (1965–1969 r.),
- projekt wnętrza kościoła (nieistniejący) w Gdańsku-Sobieszewie (1965–1969 r.),
- projekt prezbiterium w kościele pw. św. Prokopa Opata w Jadownikach (1965–1969 r.),
- projekt wnętrza kaplicy ss. Służebniczek w Krościenku (1965–1969 r.),
- projekt wnętrza kaplicy ss. Felicjanek w Krynicy Zdroju (1965–1969 r.),
- projekt wnętrza i 15 witraży w kaplicy domu XX Saletynów w Rzeszowie (1965–1969 r.),
- projekt prezbiterium w kościele XX Misjonarzy w Tarnowie (1965–1969 r.),
- projekt wnętrza kaplicy domu XX Saletynów w Krakowie (1966–1969 r.),
- projekt wnętrza kościoła św. Jakuba w Szczecinie (1972 r.),
- projekty polichromii, witraży i ołtarza w kościele pw. Matki Boskiej Wniebowziętej w Lipinkach koło Gorlic (1973–1978 r.),
- projekt prezbiterium w kościele parafialnym pw. św. Antoniego Padewskiego w Krzeszycach koło Sulęcina (ołtarz główny, witraże) (1974 r.),
- projekt wnętrza kaplicy w Domu Zakonnym ss. Felicjanek w Liszkach koło Krakowa (1975 r.),
- projekt kościoła i wnętrza kościoła pw. Matki Bożej Królowej Polski w Łętowem koło Mszany Dolnej (1977 r.),
- projekt wnętrza, ołtarzy, witraży, konfesjonałów w kościele XX Saletynów w Warszawie-Włochach (1969–1980 r.)[8],
- projekt wnętrza kościoła pw. Ignacego Antiocheńskiego i św. Maksymiliana M. Kolbe w Łowisku gm. Kamień (1981 r.),
- projekty witraży, ołtarzy, konfesjonałów i ławek w kościele pw. św. Jana Chrzciciela w Kobylance ,koło Gorlic (1953–1981 r.)
- projekt przebudowy kościoła pw. Matki Bożej Saletyńskiej w Dębowcu koło Jasła oraz kompleksowy projekt wnętrza (1958–1983 r.)[9]:
  - projekt 15 witraży,
  - projekty ołtarza głównego i ołtarzy bocznych,
  - projekt kaplicy z figurą Matki Bożej Płaczącej,
  - projekt kaplicy z figurą Pana Jezusa Miłosiernego,
  - projekt krypty,
  - projekty 6 żyrandoli, kinkietów, ozdobnej kraty,
  - projekty konfesjonałów i ławek,
  - projekt 15 kapliczek różańcowych wokół kościoła,
- projekty ołtarza głównego, ołtarza bocznego, konfesjonałów, ambony, chrzcielnicy w kościele pw. Matki Boskiej Zwycięskiej w Krakowie (1969–1983 r.),
- projekty ołtarza głównego i ołtarza bocznego tabernakulum, 14 Stacji Drogi Krzyżowej, chrzcielnicy, konfesjonałów w kościele pw. Pana Jezusa Dobrego Pasterza w Krakowie (1980–1983 r.),
- projekt wnętrza kościoła oraz ołtarza w kościele pw. M. B. Częstochowskiej w Leszczynie koło Bochni (1983 r.)[10].

### Metaloplastyka
- projekty ołtarza, fryzu, lamp i 14 Stacji Drogi Krzyżowej (wykonanych z miedzianej blachy) w kościele pw. Jezusa Chrystusa Dobrego Pasterza w Krakowie,
- projekt nastawy ołtarza głównego i świeczników (wykonanych z miedzianej blachy) w kościele pw. Matki Boskiej Zwycięskiej w Krakowie,
- projekty żyrandoli (m.in. w Sanktuarium Matki Bożej Saletyńskiej w Dębowcu, w kościele pw. św. Zygmunta w Pniowie, i in.),
- projekt medalu „W hołdzie dla Ojca św. Jana Pawla II, 16 X 1978” (medal wręczony papieżowi w Krakowie w czasie pielgrzymki do kraju w 1979 roku),
- projekt medalu pamiątkowego: „Kobylanka. Sanktuarium Pana Jezusa Ukrzyżowanego (1981 r.),
- projekty kinkietów i krat (m.in. w Sanktuarium Matki Boskiej Saletyńskiej w Dębowcu),
- projekt „Latarni Krakowskiej”.

Wykonawcami ww. prac byli Władysław i Antoni Oremus.

## Życie prywatne
W roku 1936 poślubił Władysławę z domu Więcek (1913–2008), z którą miał dwie córki: Danutę Budziło–Skowron (ur. 1938), konserwatora dzieł sztuki, oraz Alicję Jarzębską (ur. 1941), muzykologa. Jan Budziło jest bratem Henryka Budziło – konstruktora i statyka.
Zmarł 10 października 1983 w Krakowie i został pochowany na Cmentarzu wojskowym przy ul. Prandoty w Krakowie, pas 101, grób 21).

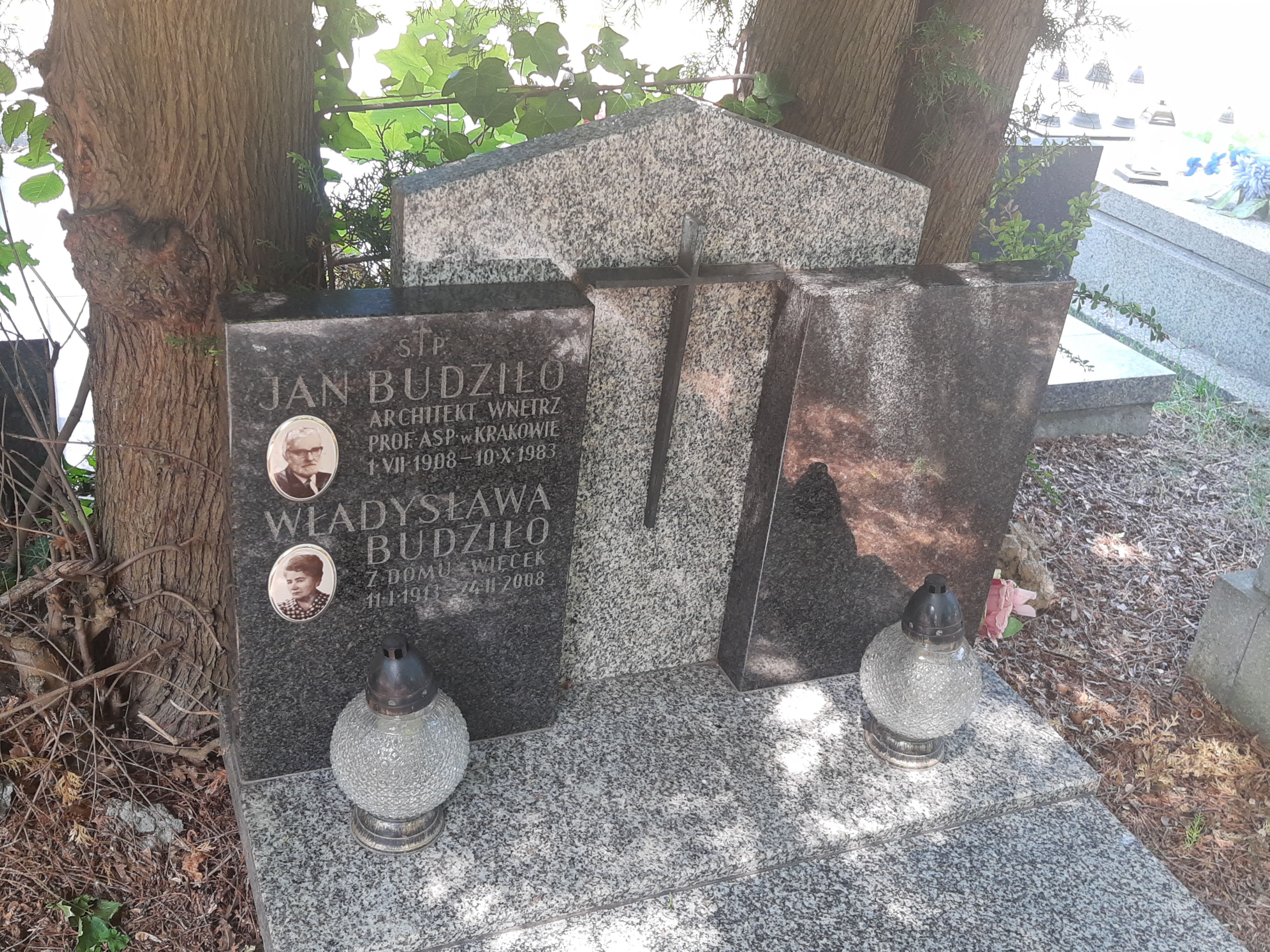
Grób prof. Jana Budziły na cmentarzu przy ul. Prandoty